# Эрнитс, Виллем
Виллем Эрнитс (эст. Villem Ernits; Виллем Йосипович, 16 июля 1891, Nõva, Йыгевамаа — 10 мая 1982, Тарту) — эстонский учёный-лингвист, полиглот, общественный деятель и политик, член Учредительного собрания Эстонии и Первого Рийгикогу.

## Биография
Родился в крестьянской семье. Интерес к языкам проявил ещё в дошкольном возрасте, под руководством отца изучал русский, немецкий и финский языки. В 1911 году окончил Юрьевскую Александровскую гимназию с золотой медалью.
Ученик Д. Н. Кудрявского. По окончании Тартуского университета в 1918 году со степенью магистра филологии в разное время читал в нём курс французского, финского, болгарского, старославянского языков, сравнительную грамматику восточнославянских языков, а также санскрит и эсперанто. В 1930-е годы — лектор Варшавского университета.
В конце 1950-х годов занимал должность почасовика на кафедре русского языка. Проработал в Тартуском университете до 1971 года.
Смущал окружающих парадоксальным мышлением, экстравагантным поведением, точными резкими репликами на конференциях и защитах.
Активист движения за трезвость
Один из инициаторов создания Эстонской Академии Наук.
Умер в доме для престарелых. Похоронен на кладбище Раади.